# Щеглов, Виктор Аркадьевич
Виктор Аркадьевич Щеглов — капитан Вооружённых Сил Российской Федерации, участник грузино-абхазской и Первой чеченской войн, погиб при исполнении служебных обязанностей, кавалер ордена Мужества (посмертно).

## Биография
Виктор Аркадьевич Щеглов родился 29 августа 1970 года в городе Горьком (ныне — Нижний Новгород). Учился в Горьковской средней школе № 179, активно занимался спортом. В 1987 году завершил обучение, после чего поступил в Саратовское высшее военное авиационное училище лётчиков. Не окончив его, перевёлся в Уфимское высшее военное авиационное училище лётчиков. В 1991 году сдал выпускные экзамены, получив специальность лётчика-инженера командной тактической авиации.
Начинал службу в Грузии, в войсковой части № 17351. Участвовал в боевых действиях во время грузино-абхазского конфликта, выполняя задачи по переброске личного состава, осуществляя воздушную разведку и огневую поддержку наземных сил. В период осетино-ингушского конфликта занимался доставкой продовольствия местному населению. Позднее был переведён в Ростов-на-Дону, в войсковую часть № 48305.
Участвовал в боях Первой чеченской войны, трижды командировался в зону боевых действий на территории Чеченской Республики. Во время третьей командировки, выполняя очередной боевой вылет в 6 километрах от посёлка Шатой, 11 июня 1995 года Щеглов со своим экипажем подвергся обстрелу боевиками с земли. Когда погиб командир экипажа, он, несмотря на перебитое рулевое управление, предпринял все возможные меры для посадки боевой машины на землю. Ему удалось дать возможность выпрыгнуть из вертолёта бойцам-десантникам, которые остались живы, но в итоге вертолёт съехал по крутому склону в пропасть, весь экипаж погиб.
Похоронен на кладбище посёлка Рожново Борского района Нижегородской области.
Указом Президента Российской Федерации № 1238 от 9 декабря 1995 года капитан Виктор Аркадьевич Щеглов посмертно был удостоен ордена Мужества.

## Память
- В честь Щеглова названа улица в станице Егорлыкской Ростовской области.
- Мемориальная доска в память о Щеглове установлена на здании Нижегородской средней школы № 179[2].